# Ducula aurorae
Ducula aurorae е вид птица от семейство Гълъбови (Columbidae). Видът е застрашен от изчезване.

## Разпространение
Видът е разпространен във Френска Полинезия.